# Крішчор
Крішчор (рум. Crișcior) — село у повіті Хунедоара в Румунії. Адміністративний центр комуни Крішчор.
Село розташоване на відстані 315 км на північний захід від Бухареста, 27 км на північ від Деви, 92 км на південний захід від Клуж-Напоки, 132 км на схід від Тімішоари.

## Населення
За даними перепису населення 2002 року у селі проживали 3046 осіб.
Національний склад населення села:
| Національність | Кількість осіб | Відсоток |
| -------------- | -------------- | -------- |
| румуни         | 2953           | 96,9%    |
| цигани         | 54             | 1,8%     |
| угорці         | 27             | 0,9%     |
| німці          | 10             | 0,3%     |

Рідною мовою назвали:
| Мова      | Кількість осіб | Відсоток |
| --------- | -------------- | -------- |
| румунська | 3019           | 99,1%    |
| угорська  | 22             | 0,7%     |